# Italia en el Festival de la Canción de Eurovisión 2024
Italia participó en el LXVIII Festival de la Canción de Eurovisión, que se celebró en Malmö, Suecia del 7 al 11 de mayo de 2024, tras la victoria de Loreen con la canción «Tattoo».La Radiotelevisione Italiana (RAI) (Radiotelevisión Italiana en español), radiodifusora encargada de la participación italiana dentro del festival, decidió mantener el sistema de elección de los últimos años, con el cual la RAI invita al ganador del prestigioso Festival de San Remo a representar al país dentro del festival de Eurovisión.
El festival celebrado del 6 al 10 de febrero de 2024, dio como ganadora a la cantante Angelina Mango y la canción «La noia», compuesta por ella misma junto a Dardust y Madame. Durante la conferencia de prensa realizada al día siguiente, Mango confirmó su participación en el Festival de Eurovisión como la representante italiana.
Italia, como miembro de los «Big Five», estuvo clasificada a la gran final. Tras su victoria en el festival de San Remo, Angelina Mango rápidamente se colocó entre las máximas favoritas a la victoria, tanto en las encuestas de fans como en las casas de apuestas. Tras la realización de las semifinales y los ensayos para la gran final Italia se ubicó en el séptimo lugar dentro de las casas de apuestas.
Finalmente, en la gran final realizada el 11 de mayo, Italia entró por undécima vez entre los diez mejores desde 2011, tras posicionarse en séptimo lugar con 268 puntos, producto de la votación del jurado profesional (164 puntos) y del televoto (104 puntos).

## Historia de Italia en el Festival
Italia es uno de los países fundadores del festival, debutando en 1956. Desde entonces el país ha concursado en 48 ocasiones, siendo uno de los países más exitosos del concurso, posicionándose hasta 36 veces dentro de los mejores 10 de la competencia. Italia ha logrado vencer en tres ocasiones el festival: la primera, en 1964, con Gigliola Cinquetti y la canción «Non ho l'età». La segunda vez sucedió en 1990, gracias a la canción «Insieme: 1992» de Toto Cutugno. La victoria más reciente es la de Måneskin con el tema rock «Zitti e buoni». Recientemente, el país se ausentó durante un gran periodo de tiempo del festival, desde 1998, hasta 2011, sin embargo, desde su regreso se ha convertido en uno de los países con los mejores resultados en los últimos años, posicionándose en 10 ocasiones dentro del Top 10 en las últimas 12 ediciones.
En 2023, el ganador del tradicional Festival de San Remo, Marco Mengoni, se colocó en 4ª posición con 350 puntos en la gran final: 174 puntos del televoto (6°) y 176 del jurado profesional (3°), con el tema «Due Vite».

## Representante para Eurovisión

### Festival de Sanremo 2024
El Festival de Sanremo de 2024, fue la 74° edición del prestigioso festival italiano. Italia mantuvo su método tradicional utilizado desde 2015, con el cual la RAI invita al ganador de la sección Campioni del Festival de San Remo a participar también en el Festival de Eurovisión. En el caso de una negativa (como la ocurrida en 2016), la RAI tuvo la opción de invitar a otro artista del concurso. La competencia se celebró del 6 al 10 de febrero de 2024, con la participación de 28 intérpretes: 27 artistas consagrados y 3 provenientes de la competencia Giovani que se realizó el 19 de diciembre de 2023.
La final del festival tuvo lugar el 10 de febrero, con la realización de 2 rondas. En la primera, los 30 artistas interpretaron sus canciones, siendo sometidos a una votación al 100% televoto, que se sumó a las realizadas en las galas previas por un panel de representantes de las distintas radios nacionales, la votación de la sala de prensa y la votación del público.5 artistas fueron seleccionados para la segunda ronda: Angelina Mango, Annalisa, Geolier, Ghali e Irama. En la segunda ronda, los 5 cantantes se sometieron a una votación entre el jurado de la radio (33%), la sala de prensa (33%) y el público (34%), siendo declarada ganadora la cantante Angelina Mango con la cumbia/electropop «La noia», tras obtener una media del 40.30% de los votos, siendo la primera ganadora femenina en los últimos 10 años del festival.
A la mañana siguiente, la cantante aceptó la invitación de la RAI, con lo cual se convirtió en la 49.ª representante italiana en el festival eurovisivo, siendo la primera solista femenina en participar por Italia desde su regreso en 2011, en calidad de vencedora del Festival de Sanremo.
| N.º | Artista        | Canción             | Sala de Prensa | Jurado de Radio | Televoto | Televoto | Lugar | Media |
| N.º | Artista        | Canción             | Sala de Prensa | Jurado de Radio | %        | Lugar    | Lugar | Media |
| --- | -------------- | ------------------- | -------------- | --------------- | -------- | -------- | ----- | ----- |
| 1   | Irama          | «Tu No»             | 5° Lugar       | 4° Lugar        | 7.5%     | 5        | 5     | 6.9%  |
| 2   | Ghali          | «Casa Mia»          | 3° Lugar       | 3° Lugar        | 8.3%     | 3        | 4     | 10.5% |
| 3   | Angelina Mango | «La noia»           | 1° Lugar       | 1° Lugar        | 16.1%    | 2        | 1     | 40.3% |
| 4   | Geolier        | «I p' me, tu p' te» | 4° Lugar       | 5° Lugar        | 60.0%    | 1        | 2     | 25.2% |
| 5   | Annalisa       | «Sinceramente»      | 2° Lugar       | 2° Lugar        | 8.0%     | 4        | 3     | 17.1% |

## En Eurovisión
Italia, al ser uno de los países pertenecientes al Big Five, estuvo clasificada automáticamente a la final del 11 de mayo, junto al resto del Big Five: Alemania, España, Francia y el Reino Unido. El sorteo realizado el 30 de enero de 2024,determinó que el país, tendría que transmitir y votar en la segunda semifinal.Además, como novedad, este año se determinó que los países del Big Five y el anfitrión se debían presentar en sus semifinales correspondientes a modo de actuación de exhibición entre los semifinalistas. Semanas después, ya conocidos los artistas y sus respectivas canciones participantes, la producción del programa dio a conocer el orden de actuación, determinando que el país participaría después de Estonia y precediendo a Israel.
La RAI transmitió las semifinales del concurso en su canal secundario, Rai 2 mientras que la final fue transmitida por el canal Rai 1. Los comentarios corrieron por parte de Gabriele Corsi y Mara Maionchi, quienes comentaron el festival por cuarta y segunda vez, respectivamente. El Festival también fue transmitido por la señal de radio Rai Radio 2 con comentarios de Diletta Parlangeli y Matteo Osso. El portavoz de la votación del jurado profesional italiano fue el presentador Mario Acampa.

### Semifinal 2

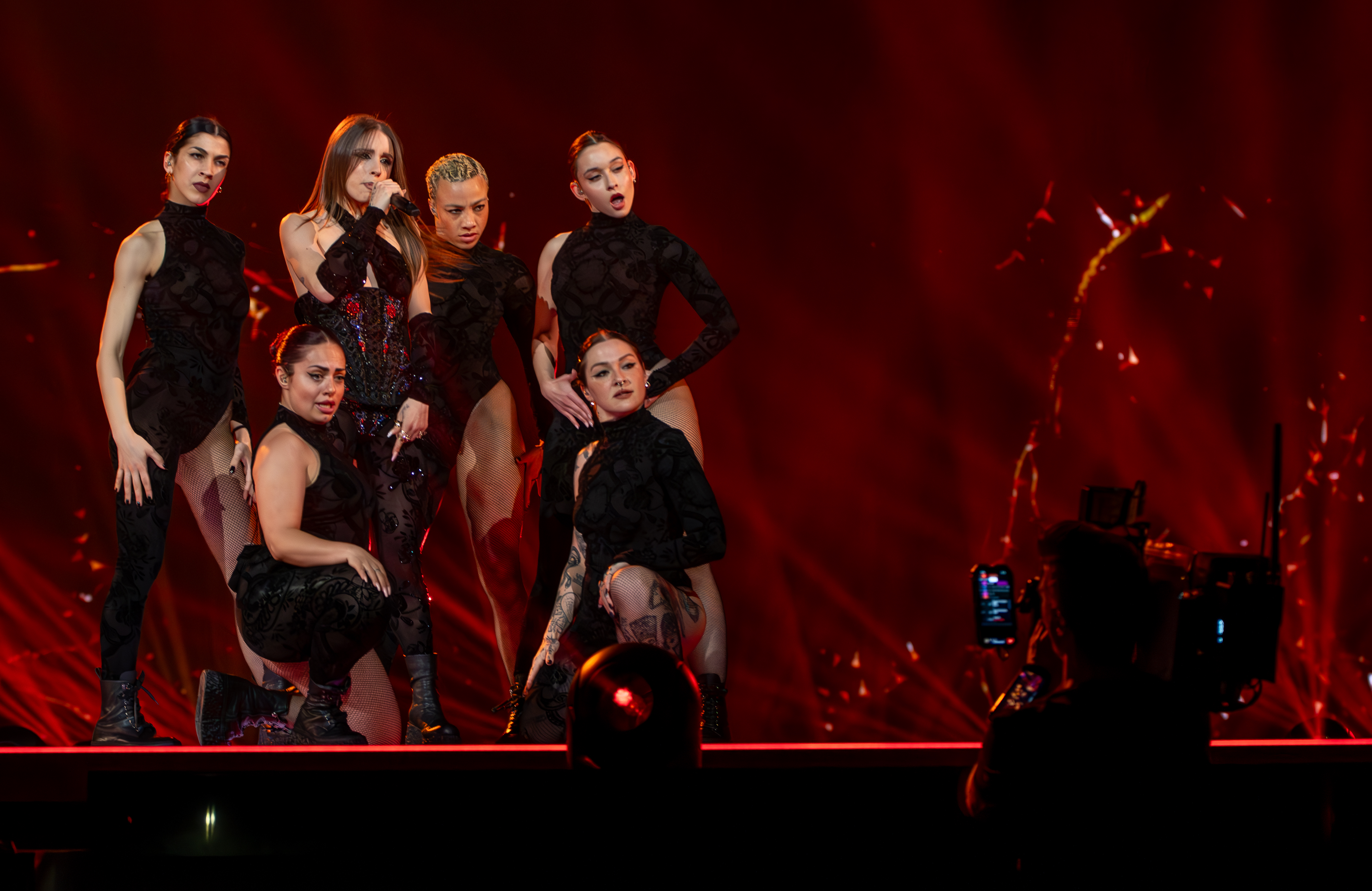
Angelina Mango durante un ensayo general de la final.

Angelina Mango tomó parte de los ensayos los días 2 y 4 de mayo así como de los ensayos generales con vestuario de la segunda semifinal los días 8 y 9 de mayo. Italia se presentó fuera de competencia, en calidad de país del Big 5, entre Estonia e Israel.
El coreógrafo de la actuación italiana fue Mecnun Giasar «Majnoon». Angelina Mango fue acompañada por cinco bailarinas: Martina Toderi, Valentina «Banana» Vernia, Flaminia Genoese, Arianna Forte y Kelly De Nigro.La actuación incluyó un trono de espinas en escena y unos fondos en la pantalla LED con motivos de flores y un «bosque psicodélico». Al final de la presentación se incluyó una cascada de pirotecnia.

### Final
Después de los ensayos del 4 de mayo, un sorteo determinó en que mitad de la final participarían los países del Big Five. Italia fue sorteada como "producer's choice", quedando a decisión de los productores la mitad y el puesto a actuar.Una vez conocidos todos los finalistas, los productores del show decidieron el orden de actuación de todos los finalistas, respetando lo determinado por el sorteo. El orden de actuación revelado durante la madrugada del viernes 10 de mayo, decidió que Italia debía actuar en la posición 15 por delante de Noruega y detrás de Serbia. Angelina Mango tomó parte de los ensayos generales con vestuario de la final los días 10 y 11 de mayo. El ensayo general de la tarde del 10 fue tomado en cuenta por los jurados profesionales para emitir sus votos, que representaron el 50% de los puntos.
Durante la votación, Italia se colocó en 4ª posición en la votación del jurado profesional con 164 puntos, siendo votado por veintisiete jurados, recibiendo como máxima puntuación los 10 puntos de 4 países. Respecto al televoto, Italia se ubicó en la 7ª posición con 104 puntos, recibiendo como máxima puntuación los 8 puntos de Albania, Malta y Suiza. La sumatoria final le dio 268 puntos a Angelina Mango, ubicándose en la séptima posición: se trataba de la undécima vez que Italia entraba entre los diez mejores desde su regreso a la competencia en 2011.

### Votación

#### Puntuación a Italia

##### Final
| Jurado                             | Jurado                                                               | Jurado                                                                                     | Jurado                                             | Jurado                                                          |
| 12 puntos                          | 10 puntos                                                            | 8 puntos                                                                                   | 7 puntos                                           | 6 puntos                                                        |
| ---------------------------------- | -------------------------------------------------------------------- | ------------------------------------------------------------------------------------------ | -------------------------------------------------- | --------------------------------------------------------------- |
|                                    | - Albania - Austria - Moldavia - San Marino                          | - Armenia - Grecia - Malta                                                                 | - Australia - Bélgica - Georgia - Polonia - Suecia | - Azerbaiyán - Croacia - Israel - Países Bajos - Serbia - Suiza |
| 5 puntos                           | 4 puntos                                                             | 3 puntos                                                                                   | 2 puntos                                           | 1 punto                                                         |
| - Noruega - Portugal - Reino Unido |                                                                      | - Chipre - Eslovenia - Estonia                                                             | - Alemania - Ucrania                               | - España                                                        |
| Televoto                           |                                                                      |                                                                                            |                                                    |                                                                 |
| 12 puntos                          | 10 puntos                                                            | 8 puntos                                                                                   | 7 puntos                                           | 6 puntos                                                        |
|                                    |                                                                      | - Albania - Malta - Suiza                                                                  | - Croacia - Israel                                 | - Armenia                                                       |
| 5 puntos                           | 4 puntos                                                             | 3 puntos                                                                                   | 2 puntos                                           | 1 punto                                                         |
|                                    | - España - Francia - Grecia - Moldavia - Polonia - Portugal - Serbia | - Alemania - Azerbaiyán - Bélgica - Chipre - Eslovenia - Georgia - Luxemburgo - San Marino | - Lituania - Países Bajos                          | - Austria - Irlanda - Suecia - Resto del Mundo                  |

#### Votación realizada por Italia[22][21]
| Puntos    | Televoto     |
| --------- | ------------ |
| 12 puntos | Israel       |
| 10 puntos | Países Bajos |
| 8 puntos  | Suiza        |
| 7 puntos  | Armenia      |
| 6 puntos  | Grecia       |
| 5 puntos  | Georgia      |
| 4 puntos  | Albania      |
| 3 puntos  | Estonia      |
| 2 puntos  | Chequia      |
| 1 punto   | San Marino   |

| Puntos    | Jurado   | Televoto |
| --------- | -------- | -------- |
| 12 puntos | Suiza    | Israel   |
| 10 puntos | Irlanda  | Ucrania  |
| 8 puntos  | Croacia  | Croacia  |
| 7 puntos  | España   | Suiza    |
| 6 puntos  | Suecia   | Francia  |
| 5 puntos  | Austria  | Georgia  |
| 4 puntos  | Alemania | Armenia  |
| 3 puntos  | Armenia  | Irlanda  |
| 2 puntos  | Estonia  | Grecia   |
| 1 punto   | Francia  | España   |

##### Desglose
El jurado italiano en la final estuvo compuesto por:
- Elena Maria Di Cioccio
- Maurizio Filardo
- Marianna Mammone (BigMama)
- Barbara Mosconi
- Marcello Sacchetta

| Semifinal 2 | Semifinal 2  | Semifinal 2 | Semifinal 2 | Semifinal 2 |
| N.º         | País         | Televoto    | Televoto    | Televoto    |
| N.º         | País         | Porcentaje  | Ranking     | Puntos      |
| ----------- | ------------ | ----------- | ----------- | ----------- |
| 01          | Malta        | 2.18%       | 15          |             |
| 02          | Albania      | 4.84%       | 7           | 4           |
| 03          | Grecia       | 5.76%       | 5           | 6           |
| 04          | Suiza        | 6.23%       | 3           | 8           |
| 05          | Chequia      | 3.18%       | 9           | 2           |
| 06          | Austria      | 3.14%       | 11          |             |
| 07          | Dinamarca    | 2.67%       | 14          |             |
| 08          | Armenia      | 6.22%       | 4           | 7           |
| 09          | Letonia      | 2.97%       | 12          |             |
| 10          | San Marino   | 3.17%       | 10          | 1           |
| 11          | Georgia      | 5.44%       | 6           | 5           |
| 12          | Bélgica      | 1.71%       | 16          |             |
| 13          | Estonia      | 4.13%       | 8           | 3           |
| 14          | Israel       | 36.01%      | 1           | 12          |
| 15          | Noruega      | 2.78%       | 13          |             |
| 16          | Países Bajos | 9.58%       | 2           | 10          |

| Final | Final        | Final                      | Final                      | Final                      | Final                      | Final                      | Final                      | Final                      | Final                      | Final                      | Final                      |
| N.º   | País         | Jurado                     | Jurado                     | Jurado                     | Jurado                     | Jurado                     | Jurado                     | Jurado                     | Televoto                   | Televoto                   | Televoto                   |
| N.º   | País         | Jurado A                   | Jurado B                   | Jurado C                   | Jurado D                   | Jurado E                   | Rank                       | Pts                        | %                          | Rank                       | Pts                        |
| ----- | ------------ | -------------------------- | -------------------------- | -------------------------- | -------------------------- | -------------------------- | -------------------------- | -------------------------- | -------------------------- | -------------------------- | -------------------------- |
| 01    | Suecia       | 5                          | 12                         | 5                          | 2                          | 9                          | 6                          | 6                          | 1.09%                      | 21                         |                            |
| 02    | Ucrania      | 18                         | 13                         | 15                         | 5                          | 15                         | 12                         |                            | 21.12%                     | 2                          | 10                         |
| 03    | Alemania     | 12                         | 4                          | 14                         | 4                          | 20                         | 8                          | 4                          | 1.50%                      | 14                         |                            |
| 04    | Luxemburgo   | 14                         | 16                         | 16                         | 17                         | 16                         | 20                         |                            | 1.24%                      | 19                         |                            |
| 05    | Países Bajos | 11                         | 3                          | 3                          | 8                          | 2                          | 2                          |                            | N/A                        | N/A                        |                            |
| 06    | Israel       | 23                         | 25                         | 25                         | 11                         | 25                         | 22                         |                            | 26.02%                     | 1                          | 12                         |
| 07    | Lituania     | 22                         | 20                         | 17                         | 16                         | 22                         | 24                         |                            | 1.79%                      | 13                         |                            |
| 08    | España       | 7                          | 6                          | 2                          | 3                          | 10                         | 5                          | 7                          | 2.61%                      | 10                         | 1                          |
| 09    | Estonia      | 9                          | 11                         | 6                          | 22                         | 5                          | 10                         | 2                          | 1.82%                      | 12                         |                            |
| 10    | Irlanda      | 2                          | 7                          | 4                          | 13                         | 3                          | 3                          | 10                         | 3.07%                      | 8                          | 3                          |
| 11    | Letonia      | 13                         | 19                         | 13                         | 14                         | 23                         | 19                         |                            | 1.25%                      | 18                         |                            |
| 12    | Grecia       | 8                          | 9                          | 24                         | 15                         | 13                         | 14                         |                            | 2.87%                      | 9                          | 2                          |
| 13    | Reino Unido  | 15                         | 17                         | 22                         | 10                         | 21                         | 18                         |                            | 0.74%                      | 23                         |                            |
| 14    | Noruega      | 25                         | 18                         | 7                          | 24                         | 24                         | 16                         |                            | 1.21%                      | 20                         |                            |
| 15    | Italia       | -------------------------- | -------------------------- | -------------------------- | -------------------------- | -------------------------- | -------------------------- | -------------------------- | -------------------------- | -------------------------- | -------------------------- |
| 16    | Serbia       | 24                         | 22                         | 18                         | 23                         | 8                          | 17                         |                            | 1.37%                      | 17                         |                            |
| 17    | Finlandia    | 16                         | 14                         | 23                         | 20                         | 14                         | 21                         |                            | 2.04%                      | 11                         |                            |
| 18    | Portugal     | 19                         | 15                         | 19                         | 9                          | 17                         | 15                         |                            | 0.65%                      | 24                         |                            |
| 19    | Armenia      | 6                          | 5                          | 8                          | 21                         | 11                         | 9                          | 3                          | 3.23%                      | 7                          | 4                          |
| 20    | Chipre       | 17                         | 21                         | 21                         | 18                         | 18                         | 23                         |                            | 1.39%                      | 16                         |                            |
| 21    | Suiza        | 1                          | 1                          | 1                          | 1                          | 1                          | 1                          | 12                         | 5.50%                      | 4                          | 7                          |
| 22    | Eslovenia    | 21                         | 24                         | 20                         | 25                         | 19                         | 25                         |                            | 0.77%                      | 22                         |                            |
| 23    | Croacia      | 4                          | 2                          | 12                         | 6                          | 4                          | 4                          | 8                          | 9.73%                      | 3                          | 8                          |
| 24    | Georgia      | 20                         | 23                         | 9                          | 7                          | 12                         | 13                         |                            | 3.32%                      | 6                          | 5                          |
| 25    | Francia      | 10                         | 10                         | 11                         | 12                         | 7                          | 11                         | 1                          | 4.21%                      | 5                          | 6                          |
| 26    | Austria      | 3                          | 8                          | 10                         | 19                         | 6                          | 7                          | 5                          | 1.48%                      | 15                         |                            |